# Prowincja następcy tronu

Podział administracyjny imperium asyryjskiego w czasach króla Aszurbanipala. Prowincja następcy tronu znajduje się pod numerem 1 na mapce

Prowincja następcy tronu – jedna z prowincji imperium asyryjskiego, zarządzana przez asyryjskiego następcę tronu (mār šarri). Wzmiankowana jest po raz pierwszy w źródłach asyryjskich z VII w. p.n.e. - w jednym z listów do Aszurbanipala (jeszcze jako następcy tronu) i w jednym dokumencie prawnym z 658 r. p.n.e. W tym ostatnim jako stolica prowincji wymieniane jest miasto Balatu (Balâṭu, wsp. Eski Mosul), słynne ze znajdujących się w jego pobliżu kamieniołomów z których pozyskiwano alabaster. To właśnie stąd sprowadzał alabaster m.in. Sennacheryb, aby wykorzystać go przy wznoszeniu nowych budowli w Niniwie. We wspomnianym wyżej dokumencie cztery osoby pochodzące z Balatu figurują jako dłużnik i świadkowie, natomiast gubernator prowincji następcy tronu wymieniany jest jako wierzyciel. Gubernator prowincji z Balatu wymieniany jest też w innym dokumencie prawnym z czasów panowania Aszurbanipala, a samo miasto pojawia się w jednym z tekstów administracyjnych w powiązaniu z miastem noszącym nazwę Alu-sza-mar-szarri (Ālu-ša-mār-šarri, tłum. „Miasto następcy tronu”). W oparciu o położenie miasta Balatu prowincję następcy tronu lokalizuje się na zachodnim brzegu Tygrysu, w okolicach współczesnego Eski Mosul.